# Dialetto fassano
Il dialetto fassano (fascian) è una variante della lingua ladina appartenente al gruppo reto-romanzo della famiglia delle lingue indoeuropee.
In val di Fassa  la maggioranza dei residenti è di madrelingua ladina (dati censimento Istat 2001). L'Istitut Cultural Ladin "Majon di Fascegn" è l'ente cofondato da padre Frumenzio Ghetta che ha il compito di preservare e far conoscere la lingua e la cultura ladino-fassana. Questo ente ha sede a Vigo di Fassa ed ospita spesso mostre legate alle tradizioni fassane, che si affiancano al permanente Museo ladino di Fassa.

## Varianti
Il dialetto fassano viene parlato in Val di Fassa con tre varianti:
- Moenàt, parlato nel comune di Moena, nella parte più a sud della valle (con l'eccezione della frazione di Forno, in cui si parla il fiammazzo);
- Brach, a Soraga di Fassa e San Giovanni di Fassa);
- Cazèt, a Mazzin, Campitello di Fassa e Canazei.

Il cazèt è caratterizzato dalla pronuncia più dura e chiusa delle parole, mentre solitamente le altre due varianti sostituiscono la è aperta con la lettera a o il dittongo ia.
| Italiano  | Moenàt   | Brach      | Cazèt     |
| --------- | -------- | ---------- | --------- |
| casa      | ciasa    | ciasa      | cèsa      |
| carnevale | carnavàl | carnasciàl | carnascèr |
| fragola   | frèa     | fraa       | ampieria  |
| gonna     | cianta   | gabana     | rocia     |
| io        | giö      | gio        | ge        |
| madre     | mare     | mare       | mère      |

## Diffusione
Nel censimento effettuato negli ultimi mesi del 2021, a fronte di un generale aumento della popolazione provinciale, il numero dei ladini è diminuito rispetto al precedente censimento del 2011.
| Nome italiano                | Nome ladino        | Abitanti | Numero di ladini | Percentuale di ladini |
| ---------------------------- | ------------------ | -------- | ---------------- | --------------------- |
| Campitello di Fassa          | Ciampedèl          | 709      | 392              | 55,3%                 |
| Canazei                      | Cianacèi           | 2.015    | 1.092            | 54,2%%                |
| Mazzin                       | Mazìn              | 598      | 315              | 52,7%                 |
| Moena                        | Moena              | 2.682    | 1.364            | 50,9%                 |
| San Giovanni di Fassa        | Sèn Jan            | 3.698    | 2.443            | 66,1%                 |
| Soraga di Fassa              | Soraga             | 691      | 460              | 66,6%                 |
| Area ladina                  |                    | 10.393   | 6.066            | 58,4%                 |
| Provincia autonoma di Trento | Provinzia de Trent | 531.733  | 15.775           | 2,9%                  |

## Esempio
Un estratto del Padre Nostro:
Pare nosc che te es sun ciel,
sie fat sent to inom,
fa che vegne to regn,
to voler sie semper respetà,
tant sun ciel che su la tera.
Traduzione:
Padre nostro, che sei nei cieli,
sia santificato il tuo nome
venga il tuo regno,
sia fatta la tua volontà,
come in cielo così in terra.

## Gli animali/La besties
- gallina/gialina(es) (la)
- tacchino/paita(es) (la)
- oca/aucia(es) (l')
- maiale/porcel(porcìe) (l/i)
- mucca/vacia(es) (la)
- vitello/vedel(vedìe) (l/i)
- pecora/feida(es) (la)
- cavallo/ciaval(ciavai) (l/i)
- lepre/gever(-vres) (l/i)
- marmotta/montagnola(es) (la)
- camoscio/ciamorc(es) (l/i)
- anatra/ànerla(es) (l')
- stambecco/bech(es) (l/i)

## Le piante e i cespugli/La piantes e i ciuscons
- abete/pec(es) (l/i)
- pino/pin(s) (l/i)
- larice/lèrsc(lèrjes) (l/i)
- cirmolo/zirm(es) (l/i)
- pino mugo/baranchie(s) (l/i)
- rododendro/zondra(es) (la)
- ginepro/jeneiver(-vres) (l/i)
- mirtillo rosso/garneta(es) (la)
- mirtillo nero/cialveisa(es) (la)
- lampone/ampomola(es) (la)
- fragola/ampieria(-ries) (la)
- ribes/èjia(es) (la)

## La frutta/I fruc
- mela/pom(es) (l/i)
- pera/peir(es) (l/i)
- ciliegia/ciarejia(jes) (la)
- pinolo/broudol(broudoi) (l/i)
- arancia/pomaranc(es) (l/i)
- pesca/persc(-jes) (l/i)
- noce/nousc(-jes) (la)
- prugna/brugna(es) (la)
- susina/sonjin(s) (l/i)

## I fiori/I fiores
- genziana/schiop(es) (l/i)
- genziana gialla/anzièna(es) (la)
- botton d'oro/cuch(es) (l/i)
- giglio rosso/àzola(es) (l')
- stella alpina/steila(es) da mont (la)
- iris/gladia(es) (la)